# 文学者
文学者（ぶんがくしゃ）は、文学作品すなわち詩、小説、戯曲、随筆、文芸評論、児童文学などを創作する人物の総称である。
文学作品を研究する文学研究者のことを文学者と呼ぶ例もある。文学研究をしている大学教授などの研究者や、在野の文芸評論家が一般的であるが、翻訳家、書評家も含まれる場合がある。彼らの中にも、上に掲げた創作活動も行うものも多い。